# Olympische Sommerspiele 2020/Teilnehmer (Argentinien)
| Gelbes Symbol für Goldmedaillen mit stilisierten Olympischen Ringen | Graues Symbol für Silbermedaillen mit stilisierten Olympischen Ringen | Braundes Symbol für Bronzemedaillen mit stilisierten Olympischen Ringen |
| ------------------------------------------------------------------- | --------------------------------------------------------------------- | ----------------------------------------------------------------------- |
| —                                                                   | 1                                                                     | 2                                                                       |

Argentinien nahm an den Olympischen Spielen 2020 in Tokio mit 185 Sportlern in 27 Sportarten teil. Es war die insgesamt 25. Teilnahme an Olympischen Sommerspielen.

## Teilnehmer nach Sportarten

### Basketball
| Wettbewerb    | Herren |
| ------------- | --- |
| Athleten      | Leandro Bolmaro Nicolas Brussino Francisco Caffaro Facundo Campazzo Gabriel Deck Marcos Delía Tayavek Gallizzi Patricio Garino Nicolas Laprovittola Luis Scola Juan Pablo Vaulet Luca Vildoza |
| Coach         | Sergio Hernández |
| Gruppenphase  | Slowenien (100–118) Spanien (71–81) Japan (97–77) |
| Viertelfinale | Australien (59–97) |
| Halbfinale    | ausgeschieden |
| Finale        | ausgeschieden |
| Platzierung   | 7. Platz |

### Beachvolleyball
| Athleten                              | Gruppenphase           | Gruppenphase             | Gruppenphase | Gruppenphase | Achtelfinale  | Achtelfinale  | Viertelfinale | Viertelfinale | Halbfinale    | Halbfinale    | Finale        | Finale        | Rang |
| Athleten                              | Gegner                 | Ergebnis                 | Punkte       | Rang         | Gegner        | Ergebnis      | Gegner        | Ergebnis      | Gegner        | Ergebnis      | Gegner        | Ergebnis      | Rang |
| ------------------------------------- | ---------------------- | ------------------------ | ------------ | ------------ | ------------- | ------------- | ------------- | ------------- | ------------- | ------------- | ------------- | ------------- | ---- |
| Frauen                                |                        |                          |              |              |               |               |               |               |               |               |               |               |      |
| Ana Gallay Fernanda Pereyra           | Ágatha / Duda          | 0:2 (19:21, 11:21)       | 3            | 4            | ausgeschieden | ausgeschieden | ausgeschieden | ausgeschieden | ausgeschieden | ausgeschieden | ausgeschieden | ausgeschieden | 19   |
| Ana Gallay Fernanda Pereyra           | Bansley / Wilkerson    | 0:2 (20:22, 12:21)       | 3            | 4            | ausgeschieden | ausgeschieden | ausgeschieden | ausgeschieden | ausgeschieden | ausgeschieden | ausgeschieden | ausgeschieden | 19   |
| Ana Gallay Fernanda Pereyra           | Wang / Xia             | 0:2 (14:21, 13:21)       | 3            | 4            | ausgeschieden | ausgeschieden | ausgeschieden | ausgeschieden | ausgeschieden | ausgeschieden | ausgeschieden | ausgeschieden | 19   |
| Männer                                |                        |                          |              |              |               |               |               |               |               |               |               |               |      |
| Julián Amado Azaad Nicolás Capogrosso | Cerutti / Álvaro Filho | 0:2 (16:21, 17:21)       | 3            | 4            | ausgeschieden | ausgeschieden | ausgeschieden | ausgeschieden | ausgeschieden | ausgeschieden | ausgeschieden | ausgeschieden | 19   |
| Julián Amado Azaad Nicolás Capogrosso | Brouwer / Meeuwsen     | 0:2 (14:21, 14:21)       | 3            | 4            | ausgeschieden | ausgeschieden | ausgeschieden | ausgeschieden | ausgeschieden | ausgeschieden | ausgeschieden | ausgeschieden | 19   |
| Julián Amado Azaad Nicolás Capogrosso | Lucena / Dalhausser    | 1:2 (19:21, 21:18, 6:15) | 3            | 4            | ausgeschieden | ausgeschieden | ausgeschieden | ausgeschieden | ausgeschieden | ausgeschieden | ausgeschieden | ausgeschieden | 19   |

### Boxen
| Athleten        | Wettbewerb               | 1. Runde    | 1. Runde | Achtelfinale  | Achtelfinale  | Viertelfinale | Viertelfinale | Halbfinale    | Halbfinale    | Finale        | Finale        | Rang |
| Athleten        | Wettbewerb               | Gegner      | Ergebnis | Gegner        | Ergebnis      | Gegner        | Ergebnis      | Gegner        | Ergebnis      | Gegner        | Ergebnis      | Rang |
| --------------- | ------------------------ | ----------- | -------- | ------------- | ------------- | ------------- | ------------- | ------------- | ------------- | ------------- | ------------- | ---- |
| Frauen          |                          |             |          |               |               |               |               |               |               |               |               |      |
| Dayana Sánchez  | Leichtgewicht bis 60 kg  | Freilos     | Freilos  | E. Yıldız     | 0:5           | ausgeschieden | ausgeschieden | ausgeschieden | ausgeschieden | ausgeschieden | ausgeschieden | 9    |
| Männer          |                          |             |          |               |               |               |               |               |               |               |               |      |
| Ramón Quiroga   | Fliegengewicht bis 52 kg | G. Escobar  | 0:5      | ausgeschieden | ausgeschieden | ausgeschieden | ausgeschieden | ausgeschieden | ausgeschieden | ausgeschieden | ausgeschieden | 17   |
| Mirko Cuello    | Federgewicht bis 57 kg   | H. Shadalov | 3:2      | C. Butdee     | 1:4           | ausgeschieden | ausgeschieden | ausgeschieden | ausgeschieden | ausgeschieden | ausgeschieden | 9    |
| Brian Arregui   | Weltergewicht bis 69 kg  | D. Johnson  | 2:3      | ausgeschieden | ausgeschieden | ausgeschieden | ausgeschieden | ausgeschieden | ausgeschieden | ausgeschieden | ausgeschieden | 17   |
| Francisco Verón | Mittelgewicht bis 75 kg  | A. Chartoi  | 5:0      | E. Cedeño     | 2:3           | ausgeschieden | ausgeschieden | ausgeschieden | ausgeschieden | ausgeschieden | ausgeschieden | 9    |

### Fechten
| Athleten                  | Wettbewerb   | 1. Runde | 1. Runde | 2. Runde  | 2. Runde | Achtelfinale  | Achtelfinale  | Viertelfinale | Viertelfinale | Halbfinale / Klassifikation | Halbfinale / Klassifikation | Finale / Platzierung | Finale / Platzierung | Rang          |
| Athleten                  | Wettbewerb   | Gegner   | Ergebnis | Gegner    | Ergebnis | Gegner        | Ergebnis      | Gegner        | Ergebnis      | Gegner                      | Ergebnis                    | Gegner               | Ergebnis             | Rang          |
| ------------------------- | ------------ | -------- | -------- | --------- | -------- | ------------- | ------------- | ------------- | ------------- | --------------------------- | --------------------------- | -------------------- | -------------------- | ------------- |
| Frauen                    |              |          |          |           |          |               |               |               |               |                             |                             |                      |                      |               |
| María Belén Pérez Maurice | Säbel Einzel | —        | —        | A. Márton | 12:15    | ausgeschieden | ausgeschieden | ausgeschieden | ausgeschieden | ausgeschieden               | ausgeschieden               | ausgeschieden        | ausgeschieden        | ausgeschieden |

### Fußball
| Wettbewerb      | Männer (Spiele/Tore) |
| --------------- | --- |
| Athleten        | Esequiel Barco (3/0) Tomás Belmonte (3/1) Santiago Colombatto (2/0) Hernán De La Fuente (2/0) Pedro De La Vega (3/0) Adolfo Gaich (3/0) Marcelo Herrera (2/0) Jeremías Ledesma (3/0) Alexis Mac Allister (3/0) Facundo Medina (3/1) Leonel Mosevich (1/0) Lautaro Morales Francisco Ortega (1/0) Martín Payero (3/0) Nehuén Pérez (3/0) Ezequiel Ponce (2/0) Fernando Valenzuela (1/0) Fausto Vera (3/0) |
| Trainer         | Fernando Batista |
| P-Akkreditierte | Thiago Almada (2/0) Joaquín Blázquez Claudio Bravo (2/0) Agustín Urzi (2/0) |
| Gruppenphase    | Australien (0:2) Ägypten (1:0) Spanien (1:1) |
| Viertelfinale   | ausgeschieden |
| Halbfinale      | ausgeschieden |
| Finale          | ausgeschieden |
| Platzierung     | Gruppendritter |

### Golf
| Athleten               | Runde 1 | Runde 2 | Runde 3 | Runde 4 | Gesamt | Par | Rang |
| ---------------------- | ------- | ------- | ------- | ------- | ------ | --- | ---- |
| Frauen                 |         |         |         |         |        |     |      |
| Magdalena Simmermacher | 76      | 70      | 78      | 76      | 300    | +16 | 58   |

### Handball
| Wettbewerb      | Männer (Spiele/Tore) |
| --------------- | --- |
| Athleten        | Federico Fernández (4/4) Federico Pizarro (3/4) Sebastián Simonet (5/7) Pablo Vainstein (5/2) Diego Simonet (4/19) Ignacio Pizarro (5/19) Pablo Simonet (5/11) Santiago Baronetto (1/3) Pedro Martínez (4/8) Lucas Moscariello (5/15) Gonzalo Carou (4/3) Ramiro Martínez (5/17) Gastón Mouriño (5/8) Leonel Maciel (5/1) Nicolás Bonanno (5/4) Juan Bar (5/0) |
| Trainer         | Manolo Cadenas |
| P-Akkreditierte | Guillermo Fischer |
| Gruppenphase    | Frankreich (27:33) Deutschland (25:33) Norwegen (23:27) Brasilien (23:25) Spanien (27:36) |
| Viertelfinale   | ausgeschieden |
| Halbfinale      | ausgeschieden |
| Finale          | ausgeschieden |
| Platzierung     | 12. Platz |

### Hockey
| Wettbewerb    | Frauen (Spiele/Tore) | Männer (Spiele/Tore) |
| ------------- | --- | --- |
| Athleten      | (TW) Belén Succi (8/0) Sofía Toccalino (8/0) Agustina Gorzelany (8/4) Valentina Raposo (8/2) Agostina Alonso (8/0) Agustina Albertario (8/2) María José Granatto (8/1) Delfina Merino (8/0) Rocío Sánchez Moccia (8/0) Victoria Sauze (8/0) Victoria Granatto (7/1) Eugenia Trinchinetti (8/0) Micaela Retegui (8/0) Emilia Forcherio (1/0) Sofía Maccari (1/0) Noel Barrionuevo (8/3) Julieta Jankunas (8/1) Valentina Costa Biondi (7/0) | (TW) Juan Manuel Vivaldi (6/0) Pedro Ibarra (6/0) Santiago Tarazona (1/0) Nicolás Keenan (6/2) Nahuel Salis (6/0) Maico Casella (6/3) Lucas Vila (6/1) Leandro Tolini (6/3) Diego Paz (5/0) Ignacio Ortiz (6/0) Juan Martín López (6/0) Matías Rey (6/0) Lucas Martínez (5/1) Nicolás Cicileo (6/0) Agustín Mazzilli (5/1) Lucas Rossi (4/0) Thomas Habif (6/0) Agustín Bugallo (3/0) |
| Trainer       | Carlos Retegui | Carlos Retegui |
| Gruppenphase  | Neuseeland (0:3) Spanien (3:0) China (3:2) Japan (2:1) Australien (0:2) | Spanien (1:1) Japan (2:1) Australien (2:5) Indien (1:3) Neuseeland (4:1) |
| Viertelfinale | Deutschland (3:0) | Deutschland (1:3) |
| Halbfinale    | Indien (2:1) | ausgeschieden |
| Finale        | Niederlande (1:3) | ausgeschieden |
| Platzierung   | Silber | 7. Platz |

### Judo
| Athleten         | Wettbewerb | 1. Runde     | 1. Runde | 2. Runde  | 2. Runde | Achtelfinale  | Achtelfinale  | Viertelfinale | Viertelfinale | Halbfinale / Trostrunde | Halbfinale / Trostrunde | Finale / Platz 3 | Finale / Platz 3 | Rang |
| Athleten         | Wettbewerb | Gegner       | Ergebnis | Gegner    | Ergebnis | Gegner        | Ergebnis      | Gegner        | Ergebnis      | Gegner                  | Ergebnis                | Gegner           | Ergebnis         | Rang |
| ---------------- | ---------- | ------------ | -------- | --------- | -------- | ------------- | ------------- | ------------- | ------------- | ----------------------- | ----------------------- | ---------------- | ---------------- | ---- |
| Frauen           |            |              |          |           |          |               |               |               |               |                         |                         |                  |                  |      |
| Paula Pareto     | bis 48 kg  | G. Whitebooi | 10:0s1   | —         | —        | M. Stangar    | 10:0          | F. Tonaki     | 0:10s1        | C. Costa                | 0:1s2                   | ausgeschieden    | ausgeschieden    | 7    |
| Männer           |            |              |          |           |          |               |               |               |               |                         |                         |                  |                  |      |
| Emmanuel Lucenti | bis 81 kg  | Freilos      | Freilos  | I. Iwanow | 0:10     | ausgeschieden | ausgeschieden | ausgeschieden | ausgeschieden | ausgeschieden           | ausgeschieden           | ausgeschieden    | ausgeschieden    | 17   |

### Kanu

#### Kanurennsport
| Athleten        | Wettbewerb | Vorlauf      | Vorlauf | Viertelfinale | Viertelfinale | Halbfinale    | Halbfinale    | Finale A/B    | Finale A/B    | Rang          |
| Athleten        | Wettbewerb | Zeit         | Rang    | Zeit          | Rang          | Zeit          | Rang          | Zeit          | Rang          | Rang          |
| --------------- | ---------- | ------------ | ------- | ------------- | ------------- | ------------- | ------------- | ------------- | ------------- | ------------- |
| Frauen          |            |              |         |               |               |               |               |               |               |               |
| Brenda Rojas    | K-1 200 m  | 43,802 s     | 6       | 44,876 s      | 6             | ausgeschieden | ausgeschieden | ausgeschieden | ausgeschieden | ausgeschieden |
| Brenda Rojas    | K-1 500 m  | 1:54,541 min | 4       | 1:51,822 min  | 3             | 1:58,301 min  | 7             | ausgeschieden | ausgeschieden | ausgeschieden |
| Männer          |            |              |         |               |               |               |               |               |               |               |
| Rubén Rézola    | K-1 200 m  | 35,059 s     | 2       | —             | —             | 36,552 s      | 7             | 36,775 s      | 7             | 15            |
| Agustín Vernice | K-1 1000 m | 3:40,430 min | 2       | —             | —             | 3:24,734 min  | 4             | 3:28,503 min  | 8             | 8             |

#### Kanuslalom
| Athleten    | Wettbewerb | Vorlauf | Vorlauf | Halbfinale    | Halbfinale    | Finale        | Finale        | Rang |
| Athleten    | Wettbewerb | Zeit    | Rang    | Zeit          | Rang          | Zeit          | Rang          | Rang |
| ----------- | ---------- | ------- | ------- | ------------- | ------------- | ------------- | ------------- | ---- |
| Männer      |            |         |         |               |               |               |               |      |
| Lucas Rossi | K-1        | 98,29 s | 21      | ausgeschieden | ausgeschieden | ausgeschieden | ausgeschieden | 21   |

### Leichtathletik
Laufen und Gehen 
| Athleten      | Wettbewerb       | Runde 1     | Runde 1 | Halbfinale | Halbfinale | Finale        | Finale        |
| Athleten      | Wettbewerb       | Zeit        | Rang    | Zeit       | Rang       | Zeit          | Rang          |
| ------------- | ---------------- | ----------- | ------- | ---------- | ---------- | ------------- | ------------- |
| Frauen        |                  |             |         |            |            |               |               |
| Marcela Gómez | Marathon         | —           | —       | —          | —          | 2:44:09 h     | 61            |
| Belén Casetta | 3000 m Hindernis | 9:52,89 min | 12      | —          | —          | ausgeschieden | ausgeschieden |
| Männer        |                  |             |         |            |            |               |               |
| Joaquín Arbe  | Marathon         | —           | —       | —          | —          | 2:21:15 h     | 53            |
| Eulalio Muñoz | Marathon         | —           | —       | —          | —          | 2:16:35 h     | 31            |

 Springen und Werfen 
| Athleten            | Wettbewerb     | Qualifikation | Qualifikation | Finale        | Finale        |
| Athleten            | Wettbewerb     | Weite/Höhe    | Rang          | Weite/Höhe    | Rang          |
| ------------------- | -------------- | ------------- | ------------- | ------------- | ------------- |
| Männer              |                |               |               |               |               |
| Germán Chiaraviglio | Stabhochsprung | DNS           | DNS           | ausgeschieden | ausgeschieden |

### Moderner Fünfkampf
| Athleten          | Fechten | Fechten | Schwimmen   | Schwimmen | Reiten  | Reiten | Combined     | Combined | Punkte | Rang |
| Athleten          | Bilanz  | Punkte  | Zeit        | Punkte    | Zeit    | Punkte | Zeit         | Punkte   | Punkte | Rang |
| ----------------- | ------- | ------- | ----------- | --------- | ------- | ------ | ------------ | -------- | ------ | ---- |
| Männer            |         |         |             |           |         |        |              |          |        |      |
| Sergio Villamayor | 11+0    | 166     | 2:10,34 min | 290       | 89,33 s | 270    | 11:42,61 min | 598      | 1324   | 30   |

### Radsport

#### Straße
| Athleten          | Wettbewerb    | Zeit | Rang |
| ----------------- | ------------- | ---- | ---- |
| Männer            |               |      |      |
| Eduardo Sepúlveda | Straßenrennen | DNF  | –    |

#### Mountainbike
| Athleten              | Wettbewerb    | Zeit      | Rang |
| --------------------- | ------------- | --------- | ---- |
| Frauen                |               |           |      |
| Sofía Gómez Villafañe | Cross-Country | 1:25:13 h | 23   |

#### BMX
| Athleten       | Wettbewerb | Viertelfinale | Viertelfinale | Halbfinale | Halbfinale | Finale        | Finale        | Rang |
| Athleten       | Wettbewerb | Punkte        | Rang          | Punkte     | Rang       | Zeit          | Rang          | Rang |
| -------------- | ---------- | ------------- | ------------- | ---------- | ---------- | ------------- | ------------- | ---- |
| Männer         |            |               |               |            |            |               |               |      |
| Nicolás Torres | BMX-Rennen | 13            | 4             | 13         | 5          | ausgeschieden | ausgeschieden | 9    |

### Reiten

#### Springreiten
| Athleten | Wettbewerb | Strafpunkte   | Strafpunkte   | Strafpunkte   | Strafpunkte   | Strafpunkte   | Strafpunkte   | Rang |
| Athleten | Wettbewerb | Einzelwertung | Einzelwertung | Einzelwertung | Nationenpreis | Nationenpreis | Nationenpreis | Rang |
| Athleten | Wettbewerb | 1. Umlauf     | 2. Umlauf     | Stechen       | 1. Umlauf     | 2. Umlauf     | Stechen       | Rang |
| --- | ---------- | ------------- | ------------- | ------------- | ------------- | ------------- | ------------- | ---- |
| Martín Dopazo mit Quintino                                                                                           | Einzel     | 10,00         | ausgeschieden | ausgeschieden | —             | —             | —             | 52   |
| José Maria Larocca mit Finn Lente                                                                                    | Einzel     | 8,00          | ausgeschieden | ausgeschieden | —             | —             | —             | 44   |
| Fabian Sejanes mit Emir                                                                                              | Einzel     | 13,00         | ausgeschieden | ausgeschieden | —             | —             | —             | 59   |
| Matías Albarracín mit Cannavaro Martín Dopazo mit Quintino José Maria Larocca mit Finn Lente Fabian Sejanes mit Emir | Mannschaft | —             | —             | —             | 27,00         | 49,00         | ausgeschieden | 7    |

### Ringen

#### Freier Stil
Legende: G = Gewonnen, V = Verloren, S = Schultersieg
| Athleten           | Wettbewerb       | Achtelfinale  | Achtelfinale | Viertelfinale | Viertelfinale | Halbfinale    | Halbfinale    | Hoffnungsrunde Halbfinale | Hoffnungsrunde Halbfinale | Hoffnungsrunde Finale | Hoffnungsrunde Finale | Finale        | Finale        | Rang |
| Athleten           | Wettbewerb       | Gegner        | Ergebnis     | Gegner        | Ergebnis      | Gegner        | Ergebnis      | Gegner                    | Ergebnis                  | Gegner                | Ergebnis              | Gegner        | Ergebnis      | Rang |
| ------------------ | ---------------- | ------------- | ------------ | ------------- | ------------- | ------------- | ------------- | ------------------------- | ------------------------- | --------------------- | --------------------- | ------------- | ------------- | ---- |
| Männer             |                  |               |              |               |               |               |               |                           |                           |                       |                       |               |               |      |
| Agustín Destribats | Klasse bis 65 kg | I. Muszukajev | V 6:9        | ausgeschieden | ausgeschieden | ausgeschieden | ausgeschieden | ausgeschieden             | ausgeschieden             | ausgeschieden         | ausgeschieden         | ausgeschieden | ausgeschieden | 11   |

### Rudern
| Athleten                       | Wettbewerb                  | Vorlauf     | Vorlauf | Vorlauf       | Hoffnungslauf | Hoffnungslauf | Hoffnungslauf | Halbfinale | Halbfinale | Halbfinale    | Finale      | Finale | Rang |
| Athleten                       | Wettbewerb                  | Zeit        | Platz   | Qualifikation | Zeit          | Platz         | Qualifikation | Zeit       | Platz      | Qualifikation | Zeit        | Platz  | Rang |
| ------------------------------ | --------------------------- | ----------- | ------- | ------------- | ------------- | ------------- | ------------- | ---------- | ---------- | ------------- | ----------- | ------ | ---- |
| Frauen                         |                             |             |         |               |               |               |               |            |            |               |             |        |      |
| Milka Kraljev Evelyn Silvestro | Leichtgewichts-Doppelzweier | 7:29,27 min | 6       | Hoffnungslauf | 7:39,53 min   | 4             | Finale C      | –          | –          | –             | 7:05,82 min | 1      | 13   |

### 7er-Rugby
| Wettbewerb       | Männer |
| ---------------- | --- |
| Athleten         | Rodrigo Isgro Lucio Cinti Germán Schulz Ignacio Mendy Rodrigo Etchart Santiago Álvarez Lautaro Bazán Vélez Gastón Revol Matías Osadczuk Santiago Mare Luciano González Marcos Moneta Felipe Del Mestre |
| Gruppenphase     | Australien (29:19) Neuseeland (14:35) Südkorea (56:0) |
| Viertelfinale    | Südafrika (19:14) |
| Halbfinale       | Fidschi (14:26) |
| Spiel um Platz 3 | Großbritannien (17:12) |
| Finale           | - |
| Platzierung      | 3 Bronze |

### Schießen
| Athleten                        | Wettbewerb                               | Qualifikation   | Qualifikation | Finale          | Finale        | Ringe/ Scheiben | Rang |
| Athleten                        | Wettbewerb                               | Ringe/ Scheiben | Rang          | Ringe/ Scheiben | Rang          | Ringe/ Scheiben | Rang |
| ------------------------------- | ---------------------------------------- | --------------- | ------------- | --------------- | ------------- | --------------- | ---- |
| Frauen                          |                                          |                 |               |                 |               |                 |      |
| Fernanda Russo                  | Luftgewehr 10 Meter                      | 618,9           | 27            | ausgeschieden   | ausgeschieden | 618             | 27   |
| Maggy Ashmawy                   | Skeet                                    | 115             | 18            | ausgeschieden   | ausgeschieden | 115             | 18   |
| Männer                          |                                          |                 |               |                 |               |                 |      |
| Alexis Eberhardt                | Kleinkaliber Dreistellungskampf 50 Meter | 1152 / 50       | 34            | ausgeschieden   | ausgeschieden | 1152            | 34   |
| Alexis Eberhardt                | Luftgewehr 10 Meter                      | 622,6           | 33            | ausgeschieden   | ausgeschieden | 622             | 33   |
| Federico Gil                    | Skeet                                    | 120             | 17            | ausgeschieden   | ausgeschieden | 120             | 17   |
| Mixed                           |                                          |                 |               |                 |               |                 |      |
| Alexis Eberhardt Fernanda Russo | Luftgewehr 10 Meter                      | 618,2           | 27            | ausgeschieden   | ausgeschieden | 618             | 27   |

### Schwimmen
| Athleten            | Wettbewerb          | Vorlauf      | Vorlauf | Halbfinale    | Halbfinale    | Finale        | Finale        | Rang |
| Athleten            | Wettbewerb          | Zeit         | Rang    | Zeit          | Rang          | Zeit          | Rang          | Rang |
| ------------------- | ------------------- | ------------ | ------- | ------------- | ------------- | ------------- | ------------- | ---- |
| Frauen              |                     |              |         |               |               |               |               |      |
| Delfina Pignatiello | 800 m Freistil      | 8:44,85 min  | 27      | —             | —             | ausgeschieden | ausgeschieden | 27   |
| Delfina Pignatiello | 1500 m Freistil     | 16:33,69 min | 29      | —             | —             | ausgeschieden | ausgeschieden | 29   |
| Julia Sebastián     | 100 m Brust         | 1:09,35 min  | 31      | ausgeschieden | ausgeschieden | ausgeschieden | ausgeschieden | 31   |
| Julia Sebastián     | 200 m Brust         | 2:29,55 min  | 29      | ausgeschieden | ausgeschieden | ausgeschieden | ausgeschieden | 29   |
| Virginia Bardach    | 400 m Lagen         | 5:01,98 min  | 17      | —             | —             | ausgeschieden | ausgeschieden | 17   |
| Cecilia Biagioli    | 10 km Freiwasser    | —            | —       | —             | —             | 2:01:31,7 h   | 12            | 12   |
| Männer              |                     |              |         |               |               |               |               |      |
| Santiago Grassi     | 50 m Freistil       | 22,67 s      | 38      | ausgeschieden | ausgeschieden | ausgeschieden | ausgeschieden | 38   |
| Santiago Grassi     | 100 m Schmetterling | 52,07 s      | 24      | ausgeschieden | ausgeschieden | ausgeschieden | ausgeschieden | 24   |

### Segeln
| Athleten                               | Wettbewerb      | Qualifikation | Qualifikation | Medal Race    | Medal Race    | Punkte | Rang |
| Athleten                               | Wettbewerb      | Punkte        | Rang          | Punkte        | Rang          | Punkte | Rang |
| -------------------------------------- | --------------- | ------------- | ------------- | ------------- | ------------- | ------ | ---- |
| Frauen                                 |                 |               |               |               |               |        |      |
| María Celia Tejerina                   | Windsurfen RS:X | 207           | 20            | ausgeschieden | ausgeschieden | 207    | 20   |
| Lucía Falasca                          | Laser Radial    | 220           | 31            | ausgeschieden | ausgeschieden | 220    | 31   |
| María Belén Tavella Lourdes Hartkopf   | 470er           | 160           | 20            | ausgeschieden | ausgeschieden | 160    | 20   |
| Victoria Travascio María Branz         | 49erFX          | 88            | 6             | 2             | 1             | 90     | 5    |
| Männer                                 |                 |               |               |               |               |        |      |
| Francisco Saubidet                     | Windsurfen RS:X | 212           | 21            | ausgeschieden | ausgeschieden | 212    | 21   |
| Francisco Guaragna                     | Laser           | 173           | 24            | ausgeschieden | ausgeschieden | 173    | 24   |
| Facundo Olezza                         | Finn Dinghy     | 52            | 6             | 16            | 8             | 68     | 6    |
| Mixed                                  |                 |               |               |               |               |        |      |
| Cecilia Carranza Saroli Santiago Lange | Nacra 17        | 75            | 7             | 2             | 1             | 77     | 7    |

### Surfen
| Athleten      | Wettbewerb | 1. Runde | 1. Runde | 2. Runde | 2. Runde | 3. Runde      | 3. Runde      | Viertelfinale | Viertelfinale | Halbfinale    | Halbfinale    | Finale / Platz 3 | Finale / Platz 3 | Rang |
| Athleten      | Wettbewerb | Punkte   | Rang     | Punkte   | Rang     | Gegner        | Ergebnis      | Gegner        | Ergebnis      | Gegner        | Ergebnis      | Gegner           | Ergebnis         | Rang |
| ------------- | ---------- | -------- | -------- | -------- | -------- | ------------- | ------------- | ------------- | ------------- | ------------- | ------------- | ---------------- | ---------------- | ---- |
| Männer        |            |          |          |          |          |               |               |               |               |               |               |                  |                  |      |
| Leandro Usuna | Shortboard | 8,27     | 4        | 9,67     | 5        | ausgeschieden | ausgeschieden | ausgeschieden | ausgeschieden | ausgeschieden | ausgeschieden | ausgeschieden    | ausgeschieden    |      |

### Taekwondo
| Athleten     | Wettbewerb | Achtelfinale | Achtelfinale | Viertelfinale | Viertelfinale | Hoffnungsrunde Halbfinale | Hoffnungsrunde Halbfinale | Halbfinale     | Halbfinale | Hoffnungsrunde Finale | Hoffnungsrunde Finale | Finale        | Finale        | Rang |
| Athleten     | Wettbewerb | Gegner       | Ergebnis     | Gegner        | Ergebnis      | Gegner                    | Ergebnis                  | Gegner         | Ergebnis   | Gegner                | Ergebnis              | Gegner        | Ergebnis      | Rang |
| ------------ | ---------- | ------------ | ------------ | ------------- | ------------- | ------------------------- | ------------------------- | -------------- | ---------- | --------------------- | --------------------- | ------------- | ------------- | ---- |
| Männer       |            |              |              |               |               |                           |                           |                |            |                       |                       |               |               |      |
| Lucas Guzmán | bis 58 kg  | J. Woolley   | 22:19        | A. Hadipour   | 26:6          | —                         | —                         | V. Dell’Aquila | 10:29      | M. Artamonow          | 10:15                 | ausgeschieden | ausgeschieden | 4    |

### Tennis
| Athleten                         | Wettbewerb | 1. Runde               | 1. Runde           | 2. Runde       | 2. Runde      | Achtelfinale   | Achtelfinale  | Viertelfinale | Viertelfinale | Halbfinale    | Halbfinale    | Finale / Platz 3 | Finale / Platz 3 |
| Athleten                         | Wettbewerb | Gegner                 | Ergebnis           | Gegner         | Ergebnis      | Gegner         | Ergebnis      | Gegner        | Ergebnis      | Gegner        | Ergebnis      | Gegner           | Ergebnis         |
| -------------------------------- | ---------- | ---------------------- | ------------------ | -------------- | ------------- | -------------- | ------------- | ------------- | ------------- | ------------- | ------------- | ---------------- | ---------------- |
| Frauen                           |            |                        |                    |                |               |                |               |               |               |               |               |                  |                  |
| Nadia Podoroska                  | Einzel     | J. Putinzewa           | 7:64, 1:3 Aufgabe  | J. Alexandrowa | 6:1, 6:3      | P. Badosa      | 2:6, 3:6      | ausgeschieden | ausgeschieden | ausgeschieden | ausgeschieden | ausgeschieden    | ausgeschieden    |
| Männer                           |            |                        |                    |                |               |                |               |               |               |               |               |                  |                  |
| Diego Schwartzman                | Einzel     | J. P. Varillas         | 7:5, 6:4           | T. Macháč      | 6:4, 7:5      | K. Chatschanow | 1:6, 6:2, 1:6 | ausgeschieden | ausgeschieden | ausgeschieden | ausgeschieden | ausgeschieden    | ausgeschieden    |
| Facundo Bagnis                   | Einzel     | D. Koepfer             | 3:6, 6:3, 5:7      | ausgeschieden  | ausgeschieden | ausgeschieden  | ausgeschieden | ausgeschieden | ausgeschieden | ausgeschieden | ausgeschieden | ausgeschieden    | ausgeschieden    |
| Federico Coria                   | Einzel     | M. Kukuschkin          | 6:74, 5:7          | ausgeschieden  | ausgeschieden | ausgeschieden  | ausgeschieden | ausgeschieden | ausgeschieden | ausgeschieden | ausgeschieden | ausgeschieden    | ausgeschieden    |
| Francisco Cerúndolo              | Einzel     | L. Broady              | 5:7, 7:64, 2:6     | ausgeschieden  | ausgeschieden | ausgeschieden  | ausgeschieden | ausgeschieden | ausgeschieden | ausgeschieden | ausgeschieden | ausgeschieden    | ausgeschieden    |
| Andrés Molteni Horacio Zeballos  | Doppel     | J. Murray / N. Skupski | 7:63, 4:6, [11:13] | —              | —             | ausgeschieden  | ausgeschieden | ausgeschieden | ausgeschieden | ausgeschieden | ausgeschieden | ausgeschieden    | ausgeschieden    |
| Facundo Bagnis Diego Schwartzman | Doppel     | K. Krawietz / T. Pütz  | 2:6, 1:6           | —              | —             | ausgeschieden  | ausgeschieden | ausgeschieden | ausgeschieden | ausgeschieden | ausgeschieden | ausgeschieden    | ausgeschieden    |
| Mixed                            |            |                        |                    |                |               |                |               |               |               |               |               |                  |                  |
| Nadia Podoroska Horacio Zeballos | Mixed      | A. Barty / J. Peers    | 1:6, 6:73          | —              | —             | —              | —             | ausgeschieden | ausgeschieden | ausgeschieden | ausgeschieden | ausgeschieden    | ausgeschieden    |

### Tischtennis
| Athleten          | Wettbewerb | 1. Runde      | 1. Runde | 2. Runde         | 2. Runde      | 3. Runde      | 3. Runde      | Achtelfinale  | Achtelfinale  | Viertelfinale | Viertelfinale | Halbfinale    | Halbfinale    | Finale/Platz 3 | Finale/Platz 3 | Rang  |
| Athleten          | Wettbewerb | Gegner        | Erg.     | Gegner           | Erg.          | Gegner        | Erg.          | Gegner        | Erg.          | Gegner        | Erg.          | Gegner        | Erg.          | Gegner         | Erg.           | Rang  |
| ----------------- | ---------- | ------------- | -------- | ---------------- | ------------- | ------------- | ------------- | ------------- | ------------- | ------------- | ------------- | ------------- | ------------- | -------------- | -------------- | ----- |
| Männer            |            |               |          |                  |               |               |               |               |               |               |               |               |               |                |                |       |
| Horacio Cifuentes | Einzel     | Yoshua Shing  | 4:0      | Chuang Chih-Yuan | 3:4           | ausgeschieden | ausgeschieden | ausgeschieden | ausgeschieden | ausgeschieden | ausgeschieden | ausgeschieden | ausgeschieden | ausgeschieden  | ausgeschieden  | 33–48 |
| Gaston Alto       | Einzel     | Álvaro Robles | 1:4      | ausgeschieden    | ausgeschieden | ausgeschieden | ausgeschieden | ausgeschieden | ausgeschieden | ausgeschieden | ausgeschieden | ausgeschieden | ausgeschieden | ausgeschieden  | ausgeschieden  | 49–64 |

### Triathlon
| Athleten        | Wettbewerb | Zeit      | Rang |
| --------------- | ---------- | --------- | ---- |
| Frauen          |            |           |      |
| Romina Biagioli | Einzel     | 2:07:42 h | 33   |

### Turnen

#### Gerätturnen
| Athleten           | Wettbewerb       | Qualifikation | Qualifikation | Finale        | Finale        | Rang |
| Athleten           | Wettbewerb       | Punkte        | Rang          | Punkte        | Rang          | Rang |
| ------------------ | ---------------- | ------------- | ------------- | ------------- | ------------- | ---- |
| Frauen             |                  |               |               |               |               |      |
| Abigail Magistrati | Boden            | 12,133        | 67            | ausgeschieden | ausgeschieden | 67   |
| Abigail Magistrati | Schwebebalken    | 11,233        | 81            | ausgeschieden | ausgeschieden | 81   |
| Abigail Magistrati | Stufenbarren     | 11,533        | 79            | ausgeschieden | ausgeschieden | 79   |
| Abigail Magistrati | Mehrkampf Einzel | 48,265        | 69            | ausgeschieden | ausgeschieden | 69   |

### Volleyball
| Wettbewerb       | Frauen | Männer |
| ---------------- | --- | --- |
| Athleten         | Elina Rodríguez Sabrina Germanier Yamila Nizetich Daniela Bulaich Eugenia Nosach Julieta Lazcano Tatiana Rizzo Bianca Farriol Victoria Mayer Antonela Fortuna Erika Mercado Candelaria Herrera | Matías Sánchez Federico Pereyra Cristian Poglajen Facundo Conte Agustín Loser Santiago Danani Sebastián Solé Bruno Lima Ezequiel Palacios Luciano De Cecco Nicolás Méndez Martín Ramos |
| Trainer          | Hernán Ferraro | Marcelo Méndez |
| Gruppenphase     | Vereinigte Staaten (0:3) ROC (0:3) Italien (0:3) Türkei (0:3) China (0:3) | ROC (1:3) Brasilien (2:3) Frankreich (3:2) Tunesien (3:2) Vereinigte Staaten (3:0) |
| Viertelfinale    | ausgeschieden | Italien (3:2) |
| Halbfinale       | ausgeschieden | Frankreich (0:3) |
| Finale           | ausgeschieden | ausgeschieden |
| Spiel um Platz 3 | ausgeschieden | Brasilien (3:2) |
| Platzierung      | 11 | Bronze |